# Martine Orange
Martine Orange, née le 15 janvier 1958, est une écrivaine et journaliste d'investigation française.

## Biographie
Spécialisée dans les affaires économiques, à L'Usine nouvelle (grand reporter) de 1989 à 1995, au Monde (rubrique entreprises) de 1995 à 2005, à Challenges (rédactrice en chef adjointe) de 2005 à 2006 et à La Tribune (rédactrice en chef du service entreprises) de 2006 à 2008, elle rejoint ensuite l'équipe du journal en ligne Mediapart.

## Publications
- Martine Orange et Jo Johnson, Une faillite française, Albin Michel, 2003
- Martine Orange, Ces messieurs de Lazard, Albin Michel, 2006
- Benoît Collombat et David Servenay (dir.), avec Frédéric Charpier Martine Orange et Erwan Seznec, Histoire secrète du patronat de 1945 à nos jours, éditions La Découverte, 2009
- Roger Faligot et Jean Guisnel (dir.), avec Rémi Kauffer, Renaud Lecadre, François Malye, Martine Orange et Francis Zamponi, Histoire secrète de la Ve République, éditions La Découverte, 2006
- Martine Orange, Rothschild une banque au pouvoir, Albin Michel, 2012
- « Citoyens Résistants d'hier et d'aujourd'hui », avec Jean-Luc Porquet (coord.), Olivier Vallade, Emmanuelle Heidsieck, Martine Orange, François Ruffin, Les jours heureux, Le programme du Conseil national de la Résistance de mars 1944 : comment il a été écrit en mis en œuvre, et comment Sarkozy accélère sa démolition, La Découverte, 2010, actualisé en 2011.